# آندرانومامی
آندرانومامی (به لاتین: Andranomamy) یک منطقهٔ مسکونی در ماداگاسکار است که در آمباتو-بوئنی واقع شده‌است. آندرانومامی ۱۳٬۰۰۰ نفر جمعیت دارد و ۷۷ متر بالاتر از سطح دریا واقع شده‌است.